# NGC 2404
NGC 2404 (NGC 2403 2)— рассеянное скопление или звёздная ассоциация с эмиссионной туманностью в созвездии Жирафа, расположенное в галактике NGC 2403. Открыто Гийомом Бигурданом в 1886 году.
Это скопление — самое яркое в галактике NGC 2403. Его протяжённость составляет около 1000 световых лет.
Этот объект входит в число перечисленных в оригинальной редакции «Нового общего каталога».